# 畠中祐・悠太のポン☆コツ再生工場
『畠中祐・悠太のポン☆コツ再生工場』（はたなかたすく・ゆうたのぽんこつさいせいこうじょう）は、2017年1月7日から東海ラジオで放送されているラジオ番組である。

## 概要
番組名は、畠中祐と佐々木悠太の2人がポンコツであることから、それをリスナーのみんなと再生してゆこうというところから命名された。
2020年2月までは番組収録終了後に不定期でPeriscopeによる動画の生放送を行っていた。2020年3月より、YouTubeライブでの生放送に変更された。
愛知県在住の佐々木が東京に出向いて畠中と収録を行っているが新型コロナウイルス感染症による緊急事態宣言が発令された場合佐々木又は佐々木と畠中の両名が自宅からのリモート出演になる場合がある。

## パーソナリティ
- 畠中祐（声優）
- 佐々木悠太

## ゲスト
- 高橋直純 - 2018年8月12日放送。
- Ayumu（Zwei） - 2018年5月13日放送。
- 神谷明・諏訪道彦 - 2017年12月16日放送。
- 太田雅友（SCREEN mode） - 2017年9月1日放送。

## レギュラーコーナー
コーナーは少しずつ増えており、畠中が「コーナーが多いけど、まだ全部受け付けている」と言っているほど。
- タスク部プロジェクト「学ぼう！東海3県！」
  - 愛知県出身の佐々木が、畠中にリスナーから届いた東海地方の良いところを教える。
- 祐・悠太の新しい名物開発工場！
  - 2週に一度、東海地方の特産と何かを混ぜて、二人が食べて美味しければ、商品化を目指す。実際は商品になる美味しいものに出会えておらず、未だに商品化が実現していない。
- 100文字の主張！
- 混ぜるとうまい！ドリンクMIX 編
- ポンコツ電話相談室?
  - リスナーから来た相談に二人が答える。ポンコツな回答でもあるがガチトークとなることが多い。
- あなたの身近の都市伝説をおせ～て！
- しあわせになる一言